# Zakoni termodinamike
Zakóni têrmodinámike (tudi glávni zakoni têrmodinámike) načeloma opisujejo značilnosti prenosa toplote in dela v spremembah stanja. Od njihove uvedbe so ti zakoni postali eni od najpomembnejših v celotni fiziki ter drugih vejah znanosti, ki so povezane s termodinamiko. Velikokrat so povezani s pojmi, ki so daleč za tistim, kar je navedeno v njihovi formulaciji.

## Razvoj zakonov
Prvo sprejeto načelo termodinamike, ki je kasneje postalo drugi zakon, je postavil Carnot leta 1824. 
Leta 1844 je Grove postavil domnevo o povezavi mehanike, toplote, svetlobe, elektrike in magnetizma, in jih obravnaval kot pojavitve ene »sile«, oziroma energije v sodobnem smislu. Svoje teorije je objavil v knjigi Soodnosnost fizikalnih sil (The Correlation of Physical Forces). Leta 1847 je na podlagi predhodnega dela Joula, Carnota in Clapeyrona von Helmholtz prišel do podobnih zaključkov kot Grove in jih objavil v zasebno objavljeni razpravi O ohranitvi sile (Über die Erhaltung der Kraft). Sodobno pojmovanje prvega načela termodinamike vleče niti iz te razprave. Leta 1877 je Tait trdil, da je načelo ohranitve energije poznal že Newton.
Do leta 1860 sta bili v delih Clausiusa in Kelvina sprejeti dve »načeli« termodinamike, prvo in drugo. Z leti sta postali »zakona«. Leta 1873 je na primer raziskovalec na področju termodinamike Gibbs v svojem delu Grafične metode v termodinamiki tekočin (Graphical Methods in the Thermodynamics of Fluids) jasno navedel, da obstajata dva absolutna zakona termodinamike, prvi in drugi zakon. Nekateri viri zakone termodinamike še vedno imenujejo načela termodinamike.
Trenutno je v celoti priznanih pet zakonov. V zadnjih 80. letih je več avtorjev predlagalo več zakonov, vendar nobenega niso sprejeli.

## Pregled
Ob zakonih navajajo tudi dva postulata:
- prvi postulat termodinamike in
- drugi postulat termodinamike (ničti zakon termodinamike).

- ničti zakon termodinamike (drugi postulat termodinamike)

- {\displaystyle A\sim B\wedge B\sim C\Rightarrow A\sim C\!\,.}

- prvi zakon termodinamike (zakon o ohranitvi energije, energijski zakon)

- {\displaystyle \mathrm {d} U=\delta Q-\delta W\!\,}

- drugi zakon termodinamike

- {\displaystyle \oint {\frac {\delta Q}{T}}\geq 0\!\,.}

- tretji zakon termodinamike (Nernstov zakon)

- {\displaystyle T\rightarrow 0,S\rightarrow C\!\,.}

- Onsagerjeve recipročne zveze (včasih imenovane četrti zakon termodinamike)

- {\displaystyle \mathbf {J} _{u}=L_{uu}\,\nabla (1/T)-L_{ur}\,\nabla (m/T)\!\,,}
{\displaystyle \mathbf {J} _{r}=L_{ru}\,\nabla (1/T)-L_{rr}\,\nabla (m/T)\!\,,}

oziroma:
- {\displaystyle J_{i}=\sum _{j}L_{ij}\nabla I_{j}}

## Prvi postulat termodinamike
Vsak makroskopski toplotno izolirani sistem po dovolj dolgem času preide v stanje termodinamskega ravnovesja, ki se samo od sebe, brez zunanjih vplivov, ne more porušiti.
Zaradi svojega pomena (v stanju termodinamskega ravnovesja je določen cel niz funkcij stanj) se prvi postulat imenuje tudi splošno načelo termodinamike. Stanje termodinamskega ravnovesja se v statistični fiziki opazuje kot najverjetnejše stanje iz katerega lahko makroskopski sistem spontano preide - fluktuira. Ker so fluktuacije makroskopskega sistema zaradi njegovega ogromnega števila delcev zelo redke, se termodinamsko zanemarijo. Glede na to prvi postulat termodinamike ni absolutni naravni zakon, ker pri fluktuacijah ni uporaben, vendar ni napačen.

## Ničti zakon termodinamike
Če sta dva termodinamska sistema A in B vsak zase v toplotnem ravnovesju s sistemom C, potem sta v ravnovesju tudi med seboj, ne glede na vrednosti zunanjih parametrov sistemov A, B in C, kar nakazuje prehodnost toplotnega ravnovesja.
Količina T, ki se imenuje temperatura, ima enako vrednost v vseh delih zapletenega ravnovesnega sistema. Ker se pri toplotnem stiku spreminja zaradi izmenjave energije med različnimi sistemi, je določena z zunanjimi parametri in energijo ravnovesnega sistema. Temperatura je intenzivna termodinamska spremenljivka. Drugi postulat je moč krajše opredeliti s trditvijo, da so vsi ravnovesni notranji parametri sistema funkcije zunanjih parametrov in temperature, za sisteme, za katere je prostornina V edini zunanji parameter, {\displaystyle p=p(V,T)}. 
Ko sta dva sistema v toplotnem stiku, se bo med njima izmenjevala energija, če sta ali dokler sta v toplotnem ravnovesju, oziroma, če vsebujeta enako količino toplote v dani prostornini.
Ker se z drugim postulatom dejansko določa obstoj temperature kot funkcije stanja ravnovesnega sistema, sta ga Guggenheim in Fowler zaradi njegovega posebnega pomena imenovala tedaj še ničto načelo termodinamike, danes pa je znako kot nični zakon termodinamike. Ker je to eden od osnovnih pojmov v termodinamiki, ga kot zakon niso razumeli vse do prve tretjine 20. stoletja, še dolgo po tem, ko so bili prvi trije zakoni že splošno v rabi, zato se imenuje tudi ničti. Stanje ničtega zakona glede na ostale tri zakone pa še vedno ni v celoti dorečeno. Ničti zakon trdi, da je toplotno ravnovesje, gledano kot binarna relacija, tranzitivna ekvivalenčna relacija.

## Prvi zakon termodinamike
V vsaki spremembi polna energija Vesolja ostaja nespremenjena.
Lahko se izrazi kot:
za krožno spremembo je vsota dovedene toplote in dela, ki ga je opravil sistem, enaka nič.
Preprosto rečeno prvi zakon izjavlja, da se energija ne more tvoriti ali uničiti ali, količina energije, ki se v ravnovesni spremembi izgubi, ne more biti večja kot pridobljena energija.
To je izjava o ohranitvi energije za termodinamski sistem. Nanaša se na dva načina na katera si lahko zaprti sistem izmenjuje energijo z okolico - s segrevanjem ali hlajenjem in s spremembo mehanskega dela. Stopnja pridobljene ali izgubljene shranjene energije sistema je določena s stopnjama teh dveh sprememb. Pri odprtih sistemih je snovni tok drug mehanizem prenosa energije, kjer je treba v prvem zakonu upoštevati dodatne člene.
Prvi zakon razjasnjuje naravo energije. Je shranjena količina, ki je neodvisna od kakšne posebne poti spremembe, oziroma od zgodovine sistema. Če sistem izvede krožno spremembo, ali postane toplejši, hladnejši, večji ali manjši, bo imel enako količino energije, ko se bo vrnil v določeno stanje. Matematično je energija funkcija stanja in infinitezimalne spremembe energije so eksaktni diferenciali. Prvi zakon dejansko opredeljuje obstoj notranje energije kot veličine stanja.
Vsi zakoni termodinamike razen prvega so statistični in preprosto opisujejo težnje makroskopskih sistemov. Pri mikroskospskih sistemih z nekaj delci, spremembe v parametrih postanejo večje kot parametri sami, in termodinamske predpostavke postanejo nepomembne. Prvi zakon je postal eden od najbolj zanesljivih osnovnih zakonov v znanosti.

## Drugi zakon termodinamike
Entropija toplotno izoliranega sistema, ki ni v termodinamskem ravnovesju, se bo s časom povečevala, in bo v ravnovesju dosegla največjo vrednost.
Preprosto rečeno drugi zakon izjavlja, da energijski sistemi težijo k povečevanju svoje 
entropije in ne k njenem zmanjševanju.
Na drugi zakon se lahko gleda kot da je entropija mera za kaos. Polomljena čaša ima manj reda in več kaosa kot nepoškodovana. Prav tako imajo kristali, najbolj urejena oblika snovi, zelo majhno entropijo, plini, ki so zelo neurejeni, pa imajo visoko entropijo.
Entropija toplotno izoliranega makroskopskega sistema se nikoli ne zmanjšuje (glej Maxwellov duh). Mikroskopski sistem ima lahko entropijske fluktuacije, ki so v nasprotju z drugim zakonom (glej fluktuacijski izrek). Dejansko matematični dokaz fluktuacijskega izreka z dinamiko obrnjenega časa in aksioma vzročnosti predstavlja dokaz drugega zakona. V logičnem smislu tako drugi zakon preneha biti fizikalni »zakon« in postane izrek, ki velja za velike sisteme ali dolge čase.